# Каменная Сарма (Оренбургская область)
Каменная Сарма — село в Бузулукском районе Оренбургской области. Административный центр сельского поселения Каменносарминский сельсовет.

## География
Находится на расстоянии примерно 17 километров по прямой на юго-восток от города Бузулук.
К востоку от села находится памятник природы Сарминские сосны.

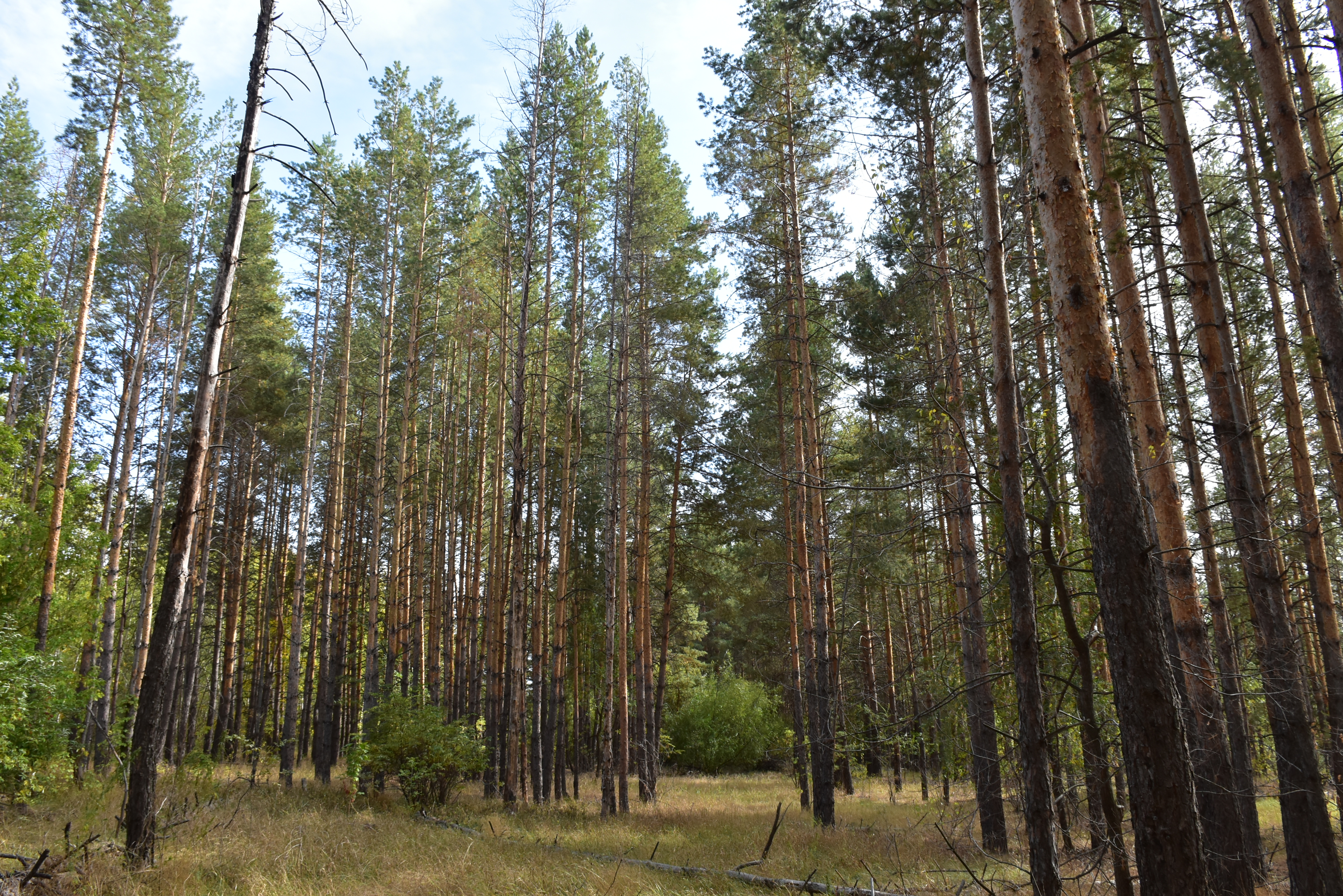
Сарминские сосны

## История
Село основано в 60-е годы 18 века чувашскими и русскими поселенцами. В начале 19 века на жительство прибыли переселенцы из Тамбовской и Курской губерний. Название села - вероятно, от диалектного сарма - "перекат, порог" (на реке Урал), "брод" (на Дону), "пойменное озерко", "омут" (на реках Поволжья). В 1846 году в селе ударом молнии сожжена церковь, которую вновь построили в 1853 году на средства прихожан, назвав во имя Казанской иконы Божьей Матери.

## Население
Население составляло 432 человека в 2002 году (87% русские), 370 по переписи 2010 года.